# Новрузова, Джамиля Гасан кызы
Джамиля Гасан кызы Новрузова (азерб.  Cəmilə Həsən qızı Novruzova; 1930—2011) — азербайджанский учёный, доктор искусствоведения (1978), профессор.

## Биография
Джамиля Гасанова родилась 9 июля 1930 года в городе Нахичевань Нахичеванской АССР Азербайджанской ССР. Поступила на специальность история искусств истфака ЛГУ, но во время волны репрессий 1949 года вынуждена была перевестись в Баку. Окончила факультет искусствоведения Азербайджанского государственного университета в 1952 году. В 1956 году защитила кандидатскую диссертацию. С 1956 года член Союза художников Азербайджана. В 1977 году защитила докторскую диссертацию по специальности 7.00.04 — История искусства. С 1954 года преподавала в Азербайджанском государственном университете искусств, а позднее в Государственной академии художеств Азербайджана. Работала главным научным сотрудником Института архитектуры и искусства Национальной академии наук Азербайджана.
Скончалась 24 мая 2011 года в городе Баку.

## Научная деятельность
Автор статей, посвященных истории становления и развития скульптурной школы Азербайджана, видным деятелям скульптуры Ф. Г. Абдурахманову, Е. Р. Трипольской, П. В. Сабсаю, Т. Г. Мамедову, Дж. Каръягды, Ф. Наджафову, Ф. Бакиханову и др.
Дж. Новрузова — автор 177 опубликованных научных статей, 10 монографий. Подготовила 28 кандидатов наук.

### Некоторые научные работы
- Новрузова Дж. Г. Монументальная скульптура Советского Азербайджана. — Баку: АН АзССР, 1960. — 91 с.
- Новрузова Дж. Г. Токай Мамедов. — Баку, 1973.
- Новрузова Дж. Г. Скульптура Советского Азербайджана. — Баку, 1979. — 160 с.
- Новрузова Дж. Г. Скульптура. — Баку: Язычы, 1983. — 49 с.
- Новрузова Дж. Г. Фуад Абдурахманов. — М.: Скульптура, 1988.